# Lepus sinensis
Lepus sinensis este o specie de mamifere din familia iepurilor, Leporidae. Se găsește în China, Taiwan și Vietnam. Este singura specie din subgenul Sinolagus. Uniunea Internațională pentru Conservarea Naturii a clasificat această specie ca fiind neamenințată cu dispariția.

## Taxonomie
Lepus sinensis a fost descrisă pentru prima dată de John Edward Gray în anul 1832. Lepus coreanus a fost la un moment dat considerată a fi o subspecie a L. sinensis, dar studii moleculare ale ADN-ului mitocondrial au arătat de atunci că L. coreanus este de fapt o specie separată. Deși există trei subspecii descrise ale speciei L. sinensis, L. s. sinensis (Gray, 1832), L. s. formosus (Thomas, 1908) și L. s. yuenshanensis (Shih, 1930), unele surse mai recente consideră doar L. s. sinensis și L. s. formosus. L. sinensis este singura specie din subgenul Sinolagus.

## Descriere
Lepus sinensis este o specie mică care crește până la o lungime de aproximativ 40–76 cm și o greutate de 1,25–1,94 kg, femelele fiind ceva mai mari în comparație cu masculii. Blana este scurtă și aspră, spatele și pieptul fiind maro-castanii, iar burta albicioasă. Labele picioarelor din spate sunt mari și au blană, coada este maro, iar vârfurile urechilor au porțiuni triunghiulare negre. Se distinge de alte specii din genul Lepus prin forma și detaliile craniului și dinților săi.

## Răspândire și habitat
Lepus sinensis este originară din provinciile Anhui, Fujian, Guangdong, Guangxi, Guizhou, Hunan, Jiangsu, Jiangxi și Zhejiang din China. De asemenea, trăiește și pe insula Taiwan și într-o mică zonă separată din nord-estul Vietnamului. Se găsește până la altitudinea de 5.000 m.

## Biologie
Lepus sinensis a fost puțin studiată, dar la fel ca alte specii de iepuri din genul Lepus, dieta sa constă din graminee și alte părți verzi ale plantelor, muguri, crenguțe și scoarță. Este în principal nocturnă și produce două tipuri de fecale: umede și uscate. Mănâncă fecalele umede imediat pentru a extrage valoarea nutritivă maximă din hrana sa. Nu trăiește sub pământ într-o vizuină, dar are o formă sau un cuib în vegetație lungă. Un rând de pui ce constă în aproximativ trei pui care se pot deplasa la scurt timp după naștere se nasc aici și sunt vizitați de mamă o dată pe zi, timp de câteva minute, pentru a le permite să sugă. Laptele mamei este deosebit de bogat în proteine și grăsimi, iar perioada de lactație durează aproximativ trei săptămâni. Diferiți carnivori vânează iepuri din specia L. sinensis, acești iepuri bazându-se pe viteza lor rapidă pentru a scăpa de prădători.

## Stare de conservare
Uniunea Internațională pentru Conservarea Naturii a clasificat această specie ca fiind neamenințată cu dispariția, întrucât are un areal larg. Cu toate acestea, în Vietnam se găsește într-o zonă populată intens și este amenințată din cauza vânătorii. În China nu se știe dacă populația sa este în creștere sau în scădere.